# Скадовський провулок
Скадо́вський прову́лок — провулок у Дніпровському районі міста Києва, місцевість ДВРЗ. Пролягає від Марганецької до Опришківської вулиці.

## Історія
Провулок виник у середині XX століття під назвою 807-ма Нова вулиця. З 1955 року до 2022 провулок мав назву Таганрозький, на честь міста Таганрог. 